# Vítor Faverani
Vítor Luiz Faverani Tatsch (5 de mayo de 1988) es un jugador brasileño de baloncesto con pasaporte español que juega en la posición de pívot en el São Paulo FC.

## Trayectoria deportiva

### Formación
Natural de Paulínia o de Porto Alegre, se forma en el CB Málaga, junto con los también brasileños Augusto Lima, Paulão Prestes y Rafael Freire Luz.

### Profesional
Sus primeros equipos como profesional fueron el equipo filial del CB Málaga, el CB Axarquía y en el Basket Zaragoza y San Sebastián Gipuzkoa Basket Club como cedido. Después de un descenso a LEB y un ascenso a ACB con el CB Murcia, ficha por el Valencia Basket, equipo en el que se asienta como una de los pívots de mayor calidad de la liga ACB, después de dos buenos años en Valencia, ficha por los Boston Celtics, equipo en el que tiene un espectacular debut en la NBA, con 12 puntos, 6 tapones y 18 rebotes.

### NBA
En el verano de 2013, Vítor Faverani rescinde su contrato con el Valencia Basket y ficha por los Boston Celtics. Cobrando 2.000.000 $ por la primera temporada, 2.090.000 $ en su segunda temporada y 2.180.000 $ en su tercera temporada (opción equipo).
En la 2013-14 jugó en los Celtics 34 partidos en los que promedió 4,4 puntos, 3,5 rebotes y 2,2 tapones en 13 minutos de media.

### Europa
La temporada 2014-15 no pudo jugar al recuperarse de una lesión en la rodilla. 
En la temporada 2015-16, firma un contrato por dos temporadas con el Maccabi Tel Aviv pero el brasileño es cortado en el mes de noviembre, jugando un partido con el equipo, en la primera jornada de la Euroliga ante el CSKA. Disputó 8 minutos en los que anotó 3 puntos y capturó 1 rebote. 
En enero de 2016, tras un breve paso por la NBA (Boston Celtics) y por el Maccabi Tel Aviv, firma con el UCAM Murcia, que llevaba entrenando varias semanas en la capital murciana.
En la temporada 2016/17, durante la primera vuelta a las órdenes de Óscar Quintana, promedia 9,7 puntos y 4,5 rebotes en la Liga Endesa, y 11 tantos y 4 rechaces en la Eurocup.
El 15 de enero de 2017 fichó por el FC Barcelona y en mayo de ese mismo año se desvinculó del club, con 17 partidos jugados y una aportación muy pobre.
En julio de 2017, vuelve a firmar por el UCAM Murcia, lo que sería su tercera etapa en el club murciano, donde disputó tan sólo 4 partidos y 15 minutos en total debido a las lesiones.

## Estadísticas

### Temporada regular
| Año     | Equipo | PJ | PT | MPP  | %TC  | %3P  | %TL  | RPP | APP | ROB | TPP | PPP |
| ------- | ------ | -- | -- | ---- | ---- | ---- | ---- | --- | --- | --- | --- | --- |
| 2013-14 | Boston | 37 | 8  | 13.2 | .435 | .300 | .649 | 3.5 | .4  | .4  | .7  | 4.4 |
| Total   | Total  | 37 | 8  | 13.2 | .435 | .300 | .649 | 3.5 | .4  | .4  | .7  | 4.4 |